# Charles Levinson
Pour les articles homonymes, voir Levinson.

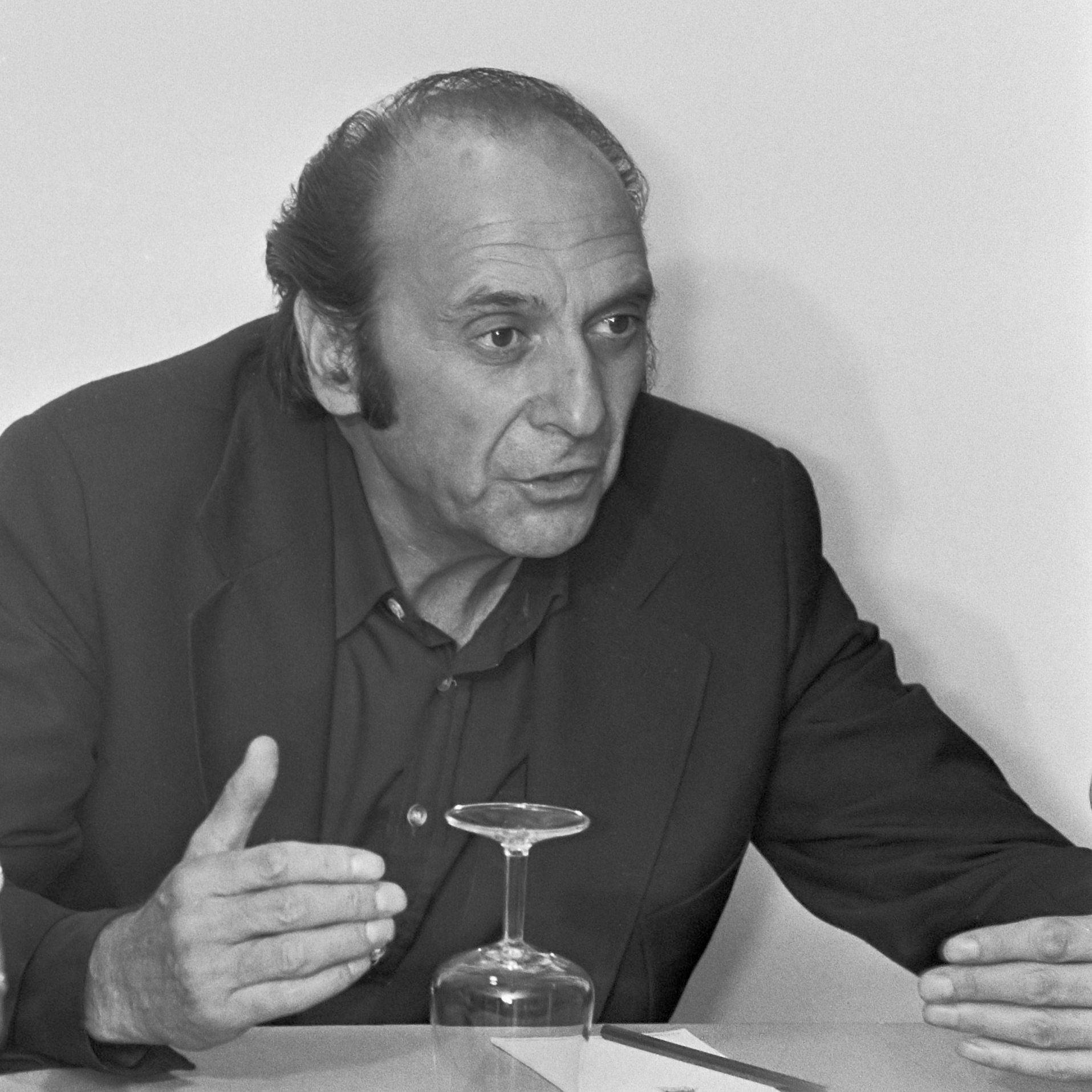
Charles Levinson (1975)

Charles Levinson, né le 19 octobre 1920 à Ottawa et mort le 22 janvier 1997 à Genève, est un syndicaliste et essayiste canadien. 

## Biographie
De 1956 à 1964 il était vice-secrétaire général de la Fédération internationale des organisations de travailleurs de la métallurgie et de 1964 à 1983 il fut secrétaire général de Internationalen Chemiearbeiter-Föderation (ICF) à Genève, puis dans l'industrie des mines de la Fédération internationale des syndicats de travailleurs de la chimie, de l'énergie, des mines et des industries diverses (ICEM).
Il a passé la plupart de sa vie professionnelle à combattre des multinationales,,.
En 1969 il a coordonné la première grève internationale contre l'entreprise Saint-Gobain. 
Il repose au cimetière israélite de Veyrier, près de Genève, à la frontière franco-suisse.

## Analyses
Dans son livre Capital, Inflation and the Multinationals, en 1971, il explique que les multinationales, par leur contrôle des nouvelles technologies, sont en même temps les principaux moteurs de la mondialisation et les principaux bénéficiaires.
Dans son livre Vodka-Cola, publié en 1979, il explique l'interaction complice entre le pouvoir entrepreneurial et l'empire soviétique et prédit « l'hybridation et la consolidation des pires défauts des deux systèmes » et qu'avec le commerce avec le bloc de l'est, les deux blocs devenaient moins justes et plus répressifs.

## Publications
en allemand
- 1982 : Studie der Chemiearbeiter über die chemische Kriegsführung
- 1978 : Wodka-Cola. Die gefährliche Kehrseite der wirtschaftlichen Zusammenarbeit zwischen Ost und West  (ISBN 978-3-498-03818-2)
- 1975 : PVC zum Beispiel. Krebserkrankungen bei der Kunststoffherstellung  (ISBN 978-3-499-11874-6)
- 1974 : Wirtschaftskrise und multinationale Konzerne. Die Hintergründe der Energiepanik (Capital, Inflation and the Multinationals)  (ISBN 3-499-16880-4)
- 1974 : Valium zum Beispiel. Die multinationalen Konzerne der pharmazeutischen Industrie  (ISBN 978-3-499-11776-3)
- 1973 : Inflation
- 1972 : Gewerkschaften, Monopole, Konzerne

en anglais
- 1971 : Capital, inflation and the multinationals (George Allen and Unwin, London)[8]

en français
- 1974 : Les Trusts du médicament
- 1974 : Le Contre-pouvoir multinational: la riposte syndicale
- 1976 : La Démocratie industrielle